# 华阳街道 (句容市)
华阳街道是中华人民共和国江苏省鎮江市句容市下辖的一个街道办事处。
2013年9月23日，江苏省人民政府批复同意撤销华阳镇。以原华阳镇的上路、北阳门2个居委会区域和周家岗、南亭、吉里、下甸、新生、新坊、钱家边、里巷口、杨家巷、西岗、吴岗、北相、赵塘、城上、云塘15个村委会区域，设立华阳街道办事处，街道办事处驻镇句路68号。

## 行政区划
华阳街道下辖以下村级行政区划单位：
北阳门社区、杨家巷村、新坊村、周家岗村、南亭村、钱家边村、下甸村、里巷口村、吉里村、新生村、上路社区、城上村、赵塘村、北相村、吴岗村、西岗村和云塘村。